# Dimorphinoctua
Dimorphinoctua is een geslacht van vlinders van de familie uilen (Noctuidae), uit de onderfamilie Noctuinae.

## Soorten
- D. cunhaensis Viette, 1952
- D. goughensis Fletcher D. S., 1963
- D. pilifera (Walker, 1857)